# Bulbophyllum latipes
Bulbophyllum latipes är en orkidéart som beskrevs av Johannes Jacobus Smith. Bulbophyllum latipes ingår i släktet Bulbophyllum och familjen orkidéer. Inga underarter finns listade i Catalogue of Life.